# یووه‌آ
یووه‌آ یا لایه عروقی یا انگوره (Uvea) لایه پرعروق تغذیه‌کننده چشم است. این لایه شامل عنبیه، جسم مژگانی و مشیمیه است و و توسط صلبیه و قرنیه محافظت می‌شود.